# Ed Lauter
Edward Matthew "Ed" Lauter II (Long Beach, 30 de outubro de 1938 — Los Angeles, 16 de outubro de 2013) foi um ator americano.
Com extensa filmografia, seu rosto é conhecido como ator coadjuvante em diversos filmes, tendo trabalhado com grandes nomes como: Arnold Schwarzenegger, Charles Bronson, Dennis Hopper, Emilio Estevez, Clint Eastwood, Martin Sheen, Gene Hackman, Kevin Costner, Kim Novak, Lee Marvin, Jeff Bridges, Val Kilmer, entre outros.

## Filmografia parcial
| - 1973 - Executive Action - 1973 - The Last American Hero - 1974 - The Midnight Man - 1974 - The Longest Yard - 1975 - Family Plot - 1975 - Operação França II - 1975 - Breakheart Pass - 1976 - King Kong - 1977 - The White Buffalo - 1981 - Death Hunt - 1983 - Cujo - 1985 - Real Genius - 1985 - Death Wish 3 - 1986 - Raw Deal - 1987 - Revenge of the Nerds II: Nerds in Paradise - 1991 - The Rocketeer - 1993 - True Romance | - 1995 - Mulholland Falls - 1995 - Leaving Las Vegas - 1997 - Top of the World - 1997 - Under Wraps - 1999 - Out in Fifty - 2000 - Thirteen Days - 2001 - Not Another Teen Movie - 2003 - Seabiscuit - 2005 - The Longest Yard - 2006 - À Procura da Vingança - 2006 - Talladega Nights: The Ballad of Ricky Bobby - 2007 - Número 23 - 2007 - A Modern Twain Story: The Prince and the Pauper - 2011 - O Artista - 2012 - Trouble with the Curve |